# Polypedilum perturbans
Polypedilum perturbans är en tvåvingeart som först beskrevs av Oskar Augustus Johannsen 1932.  Polypedilum perturbans ingår i släktet Polypedilum och familjen fjädermyggor. Inga underarter finns listade i Catalogue of Life.